# أليسا وونغ
أليسا وونغ (بالإنجليزية: Alyssa Wong)‏ هي كاتبة أمريكية تكتب في مجال الخيال التأملي والقصص المصورة والشعر والألعاب، حاصلة على جائزة نايبولا وجائزة وورلد فانتسي وجائزة لوكس.